# Pittakos z Mytilény
Pittakos z Mytilény nebo Pittakos z Lesbu (řecky Πιττακὸς ὁ Μυτιληναῖος, Pittakos ho Mytilēnaīos nebo Πιττακὸς ὁ Λέσβιος, Pittakos ho Lesbios; asi 645 př. n. l. - asi 570 př. n. l.) byl starořecký předsokratovský filozof, politik a voják, jeden z tzv. sedmi mudrců.

## Život
Pocházel z Mytilény na ostrově Lesbos, ale jeho otec byl údajně z Thrákie. Mytiléna byla na konci 7. století př. n. l. zmítána politickými nepokoji. Když se v roce 620 př. n. l. zmocnil vlády tyran Melanchros, podporoval Pittakos vzpouru šlechty, při které byl tyran v roce 612 př. n. l. zabit.
Asi v téže době válčili Athéňané s Mytiléňany o osadu Sigeion v Tróadě na severozápadě Malé Asie. V tomto boji, který pro Mytilénu nakonec neskončil úspěšně, se Pittakos v jednom střetnutí vyznamenal. Velel Mytilénským, zatímco Athéňanům velel Frýnon, olympijský vítěz v pěstním zápase. Když Frýnon vyzval kohokoli k individuálnímu souboji, předstoupil Pittakos. Při zápasu přes Frýnona nepozorovaně přehodil síť, kterou měl ukrytou pod štítem, a usmrtil ho. Mytiléňané mu pak za to nabízeli velké dary, on však hodil svým kopím a požádal jen o tolik půdy, kolik kopím přehodil.
Na počátku 6. století př. n. l. vyvrcholily v Mytiléně spory mezi demokratickou stranou a aristokracií. Za této situace byl Pittakos pověřen jako tzv. aisymnétés [rozhodčí] uspořádáním poměrů. Stál pak v čele městského státu 10 let, nejspíše v letech 590–580 př. n. l. Jeho odpůrci z řad aristokratů, kteří odešli do vyhnanství (např. básník Alkaios), jej označovali za tyrana. Aristotelés ve spisu Politika charakterizoval funkci aisymnétů jako volitelnou tyranidu. Tato samovláda se vyznačuje tím, že je podle zákona a není dědičná.
Z jeho zákonů je připomínán zvláště ten, ve kterém ukládal dvojnásobný trest tomu, kdo by se něčeho dopustil v opilosti, a to proto, aby se lidé neopíjeli, neboť ostrov Lesbos oplýval vínem. Pro občany napsal o zákonech knihu a složil též elegie, asi 600 veršů (kniha ani elegie se nedochovaly).
Když se Pittakos doslechl, že korintský vladař Periandros, který byl zprvu k lidu přátelský, se později stal tyranem, začal se obávat o vlastní smýšlení. Proto usedl jako prosebník k oltáři a požádal, aby byl zproštěn vlády. Když se ho Mytilénští tázali po důvodu, řekl: „Je obtížné být dobrým."
Vlády se vzdal v roce 580 př. n. l. a žil pak ještě 10 let.

## Výroky
Mezi sedm mudrců ho zařadil již Platón v dialogu Prótagoras a také v dialogu Hippias Větší jej řadí mezi muže, „kteří mají veliké jméno pro moudrost". Dochovala se řada Pittakových naučení a mravních rad, které bývaly často citovány:
- Poznej vhodný čas!
- Neříkej, co hodláš dělat, neboť při nezdaru dojdeš výsměchu!
- Co máš za zlé bližnímu, nečiň sám!
- Neurážej nešťastného, neboť tyto lidi stíhá boží hněv.
- Vrať svěřené!
- Spolehlivá je země, nespolehlivé moře.
- Zisk je nenasytný.
- Získej, co ti náleží!

Diogenés Laertios uvádí ještě další výroky:
- Odpuštění je lepší než pomsta.
- Je těžké být řádný.
- Když jakýsi Fókajan tvrdil, že řádného člověka je třeba hledat, odvětil: „Nenajdeš ho, byť bys sebe usilovněji hledal."
- Na otázku, která vláda je nejlepší, odpověděl: „Z popsaného dřeva," naznačuje tím zákon.
- Rozumní mužové mají, říkal, dříve než se jim přihodí neštěstí, pomýšlet na to, aby se nepřihodilo, a stateční mužové se mají s ním vypořádat, když se přihodí.
- Nikomu nevyčítej jeho neštěstí, aby se ti to nevymstilo!
- Nemluv špatně o příteli, ale ani o nepříteli!
- Miluj umírněnost!
- Dbej o pravdomluvnost, věrnost, zkušenost, obratnost, družnost a pečlivost!

Výrok „Proti nutností ani bozi nebojují" připsal Diogenes Laertios Pittakovi neprávem (jde o citát z básně Simónida z Keu).

## Zajímavosti
Pittakos byl ctěn a vážen většinou svých spoluobčanů jako dobrý zákonodárce, ale byl také nenáviděn a pomlouván svými odpůrci z řad aristokratů, kteří ho prohlašovali za tyrana. Zvláště básník Alkaios napsal ve vyhnanství proti němu řadu invektiv, které se částečně dochovaly. Diogenés Laertios o tom píše: Alkaios mu dával tyto přezdívky: „vlekonožka", protože měl ploché nohy a vlekl je za sebou, „rukonožka", protože měl na nohou rýhy, jež se vyskytují na rukou; nazývá ho též chvastounem, protože se stále naplano chvástal, tlusťochem a břicháčem, protože byl tlustý, potmějídkem, protože večeřel bez světla, a otrapou, protože na sebe nedbal a byl špinavý.
Ejhle, teď Pittakos,
sprostého otce syn, tyranem je otčiny nešťastné,
jíž se ztratila žluč. Z plných plic ho chválí hloupý dav.
Alkaios z Mytiléné